# Mainzer Ring
Der Mainzer Ring (auch Mainzer Autobahnring) ist ein Autobahnring in Hessen und Rheinland-Pfalz, der um die Landeshauptstadt Mainz führt und dabei auch Teile der Landeshauptstadt Wiesbaden und des Kreises Groß-Gerau umschließt.
Der Ring besteht aus insgesamt vier Autobahnen und einer Bundesstraße. Dabei verläuft er auf hessischer Seite durch den Nordwesten des Kreises Groß-Gerau, den Südwesten des Main-Taunus-Kreises und durch den Süden der Landeshauptstadt Wiesbaden, sowie auf rheinland-pfälzischer Seite durch die Außenbezirke der Landeshauptstadt Mainz.

## Streckenabschnitte

### Linksrheinisch (Rheinland-Pfalz)
- A 60
  - Autobahndreieck Mainz (Nr. 18) – Mainz-Laubenheim (Nr. 24)
- A 643
  - Autobahndreieck Mainz (Nr. 18) – Mainz-Mombach (Übergang: Schiersteiner Brücke nach Wiesbaden-Äppelallee)

### Rechtsrheinisch (Hessen)
- A 643
  - Äppelallee – Schiersteiner Kreuz (Nr. 3)
- A 66
  - Schiersteiner Kreuz (Nr. 3) – Wiesbaden-Mainzer Straße (Nr. 5)
- B 263
  - Wiesbaden-Mainzer Straße (Nr. 5) – Mainzer Straße (Nr. 2)
- A 671
  - Mainzer Straße (Nr. 2) – Mainspitz-Dreieck (Nr. 7) (zur A 60 Ginsheim-Gustavsburg)
- A 60
  - Ginsheim-Gustavsburg (Nr. 25 und 26) dort Übergang auf die Weisenauer Brücke zur linksrheinischen AS Laubenheim (Nr. 24).

## Geschichte

Seit 1. Februar 2013

Am 16. November 1980 feierte Papst Johannes Paul II. im Rahmen seines Besuchs in Mainz auf dem Flugplatz Mainz-Finthen mit ca. 200.000 Gläubigen die Heilige Messe. Zu diesem Anlass wurde die A60 zwischen den Abfahrten Mainz-Lerchenberg und Mainz-Finthen als Parkplatz für einige tausend PKW und Busse genutzt.
Beim Besuch des US-Präsidenten George W. Bush am 23. Februar 2005 in Mainz wurde der komplette Autobahnring für einige Stunden in einen Kreisverkehr umgewandelt. Morgens konnten die Fahrzeuge nur im und nachmittags nur gegen den Uhrzeigersinn fahren.
Über den Baufortschritt und die entsprechenden Abschnitte konnte man sich spätestens seit 2006 auf der vom Landesbetrieb Mobilität eingerichteten Homepage (www.mainzer-ring.de bzw. www.mainzerring.de) informieren. Diese war maximal bis Sommer 2022 erreichbar.
Bereits im September 2006 wurde für die Zeit ab 2015 eine vorübergehende Unterbrechung des Rings angedroht, falls das geplante Nachfolgebauwerk für die abzureißende Schiersteiner Brücke nicht rechtzeitig verfügbar sein sollte. Am 10. Februar 2015 wurden gegen 22:00 Uhr erhebliche Sicherheitsmängel an der Vorlandbrücke bei Mainz-Mombach festgestellt. Durch einen gebrochenen Stahlträger hat sich die Fahrbahn etwa 30 cm abgesenkt. An der Vorlandbrücke entstanden dadurch Risse. Die Vorlandbrücke musste unverzüglich gesperrt werden. In der Folge der Sperrung kam es in der Region Mainz/Wiesbaden in der ersten Woche nach der Sperrung zu starken Verkehrsstörungen.
Seit dem 1. Februar 2013 gibt es in Mainz und Wiesbaden eine gemeinsame Umweltzone. Auf Mainzer Seite gehören alle innerhalb des Autobahnringes liegenden Stadtteile zur Umweltzone, mit Ausnahme der Industriegebiete in Mombach und Weisenau.
Eine weitere Unterbrechung des Rings gibt es seit dem 18. Juni 2021 durch die gesperrte Salzbachtalbrücke in Wiesbaden. Der Ring wird an dieser Stelle bis zur Vollendung des Brückenneubaus, voraussichtlich 2023, nicht befahrbar sein.

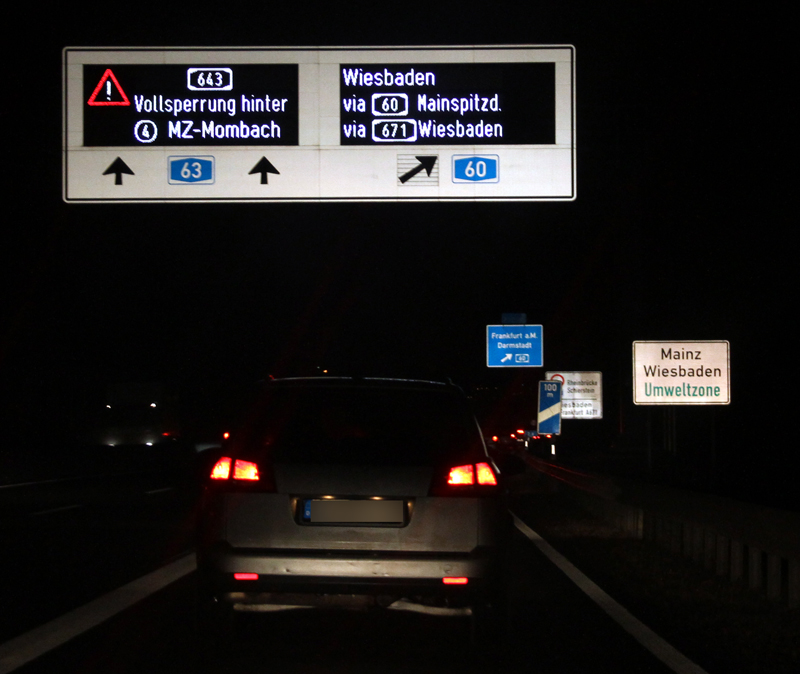
Intelligente Anzeigetafel mit Umleitungshinweis wegen der gesperrten Schiersteiner Brücke (Februar 2015)
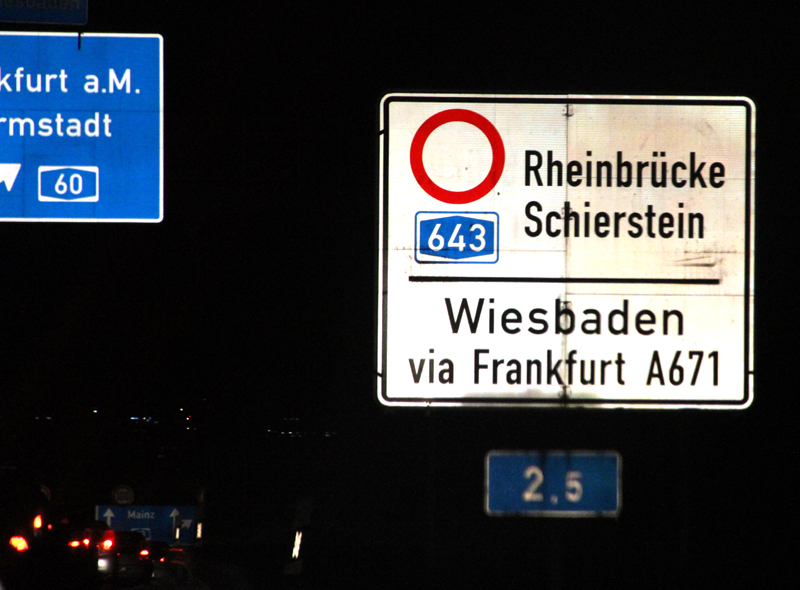
Bereits vor der Installation der intelligenten Anzeigetafel wurde Mitte der 2000er Jahre ein festinstalliertes Schild an der A63 errichtet, welches im Bedarfsfall aufgeklappt werden kann und auf die Sperrung der Schiersteiner Brücke hinweist.